# Công viên Belleville

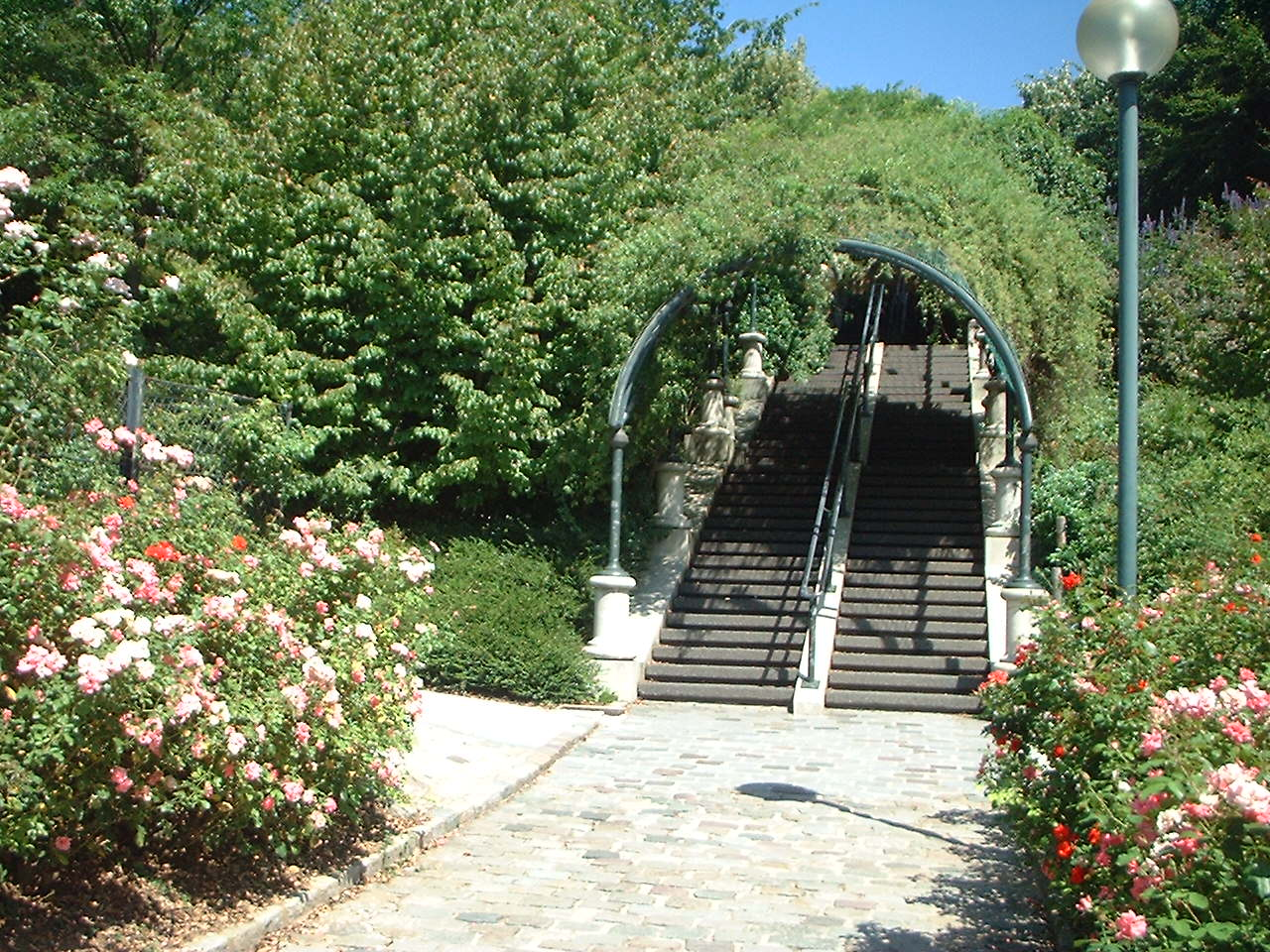

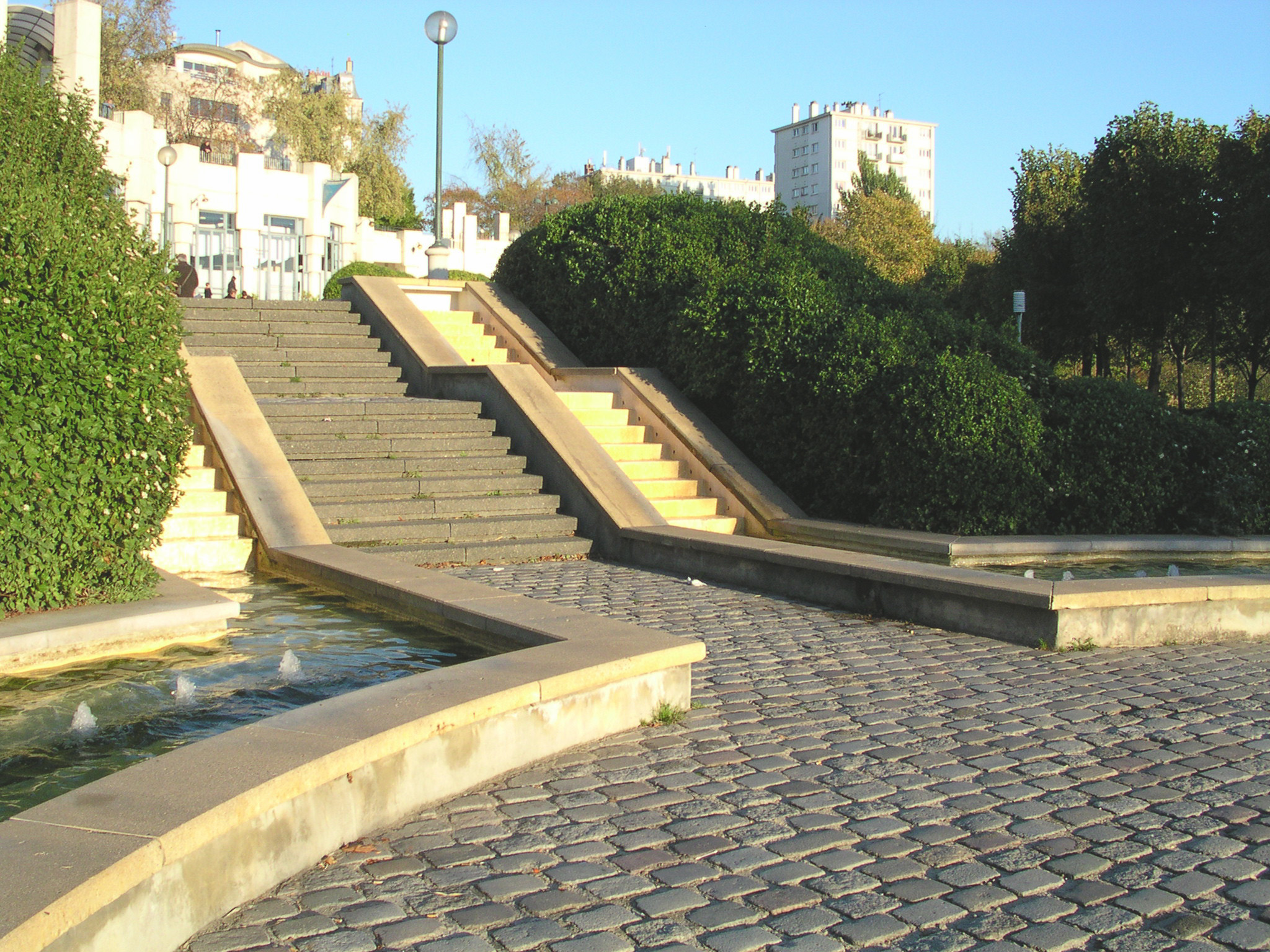
Các vòi phun nước

Công viên Belleville (tiếng Pháp: Parc de Belleville) nằm ở Quận 20, thành phố Paris, có vị trí ở giữa công viên Buttes-Chaumont và nghĩa trang Père-Lachaise. Công viên có diện tích 4,5 hecta, địa chỉ chính thức ở số 47 phố Couronnes (rue des Couronnes) và còn có các lối vào trên phố Piat, Julien-Lacroix và Jouye-Rouve.
| Métro Paris | Bến tàu điện ngầm: Couronnes, Belleville hoặc Pyrénées |

Thời Trung Cổ, nhiều dòng tu tới mua đất trên đồi Belleville. Khu vực này được khai hoang và dành cho trồng nho. Một thứ rượu vang được sản xuất từ nho của Belleville có tên Piquette. Mặc dù piquette trong tiếng Pháp ngày nay có nghĩa rượu vang dở, nhưng điều này không đúng với Piquette của Belleville, một thứ rượu vang nhẹ, có bọt. Thế kỷ 14, các quán rượu ngoại ô dần xuất hiện. Thế kỷ 18, khu vực nông nghiệp này còn có thêm các cối xay gió.
Khi công trường khai thác thạch cao được mở ở Belleville, một làn sóng dân cư mới đổ về, chủ yếu là các công nhân đến từ Limousin. Họ làm việc cho dự án cải tạo thành phố của Georges Eugène Haussmann vào mùa đông, đến mùa hè lại tiếp tục tại công trường khai thác thạch cao. Cũng thế kỷ 19, nhưng ngôi nhà được xây dựng khiến Belleville mang dáng vẻ gần như đồi Montmartre. Nhiều trong số những ngôi nhà này thuộc về một người là Julien Lacroix, được đặt tên cho một con phố dọc công viên ngày nay.
Cuối thế kỷ 20, khu vực Belleville được cải tạo lại. Việc thiết kế công viên được giao cho kiến trúc sư François Debulois và họa sĩ phối ảnh Paul Brichet. Hoàn thành năm 1988, công viên nằm trên đồi Belleville, có tầm nhìn xuống toàn bộ quang cảnh Paris. Trên diện tích 45 ngàn m², 1200 cây được trồng, gồm các hòe, cây đoạn, cây đinh tán... Bên cạnh đó cũng còn một số gốc nho để ghi lại dấu ấn của vùng nông nghiệp trước đây.
Xuống thấp theo sườn đồi, bãi cỏ rộng 1.000 m² được trang trí bởi một hệ thống vòi phun nước dài 100 mét. Trong công viên còn có Maison de l’Air, một phong triển lãm mở cửa miễn phí cho công chúng.